# زبان تفسیری
زبان‌های تفسیری به آن دسته از زبان‌های برنامه‌نویسی برای رایانه گفته می‌شود که استفاده از آن‌ها نیازمند یک مفسر (رایانه) است. به‌طور نظری، تمام زبان‌های رایانه‌ای قابل همگردانی یا تفسیر هستند، و این نوع نام‌گذاری تنها به دلیل نوع استفاده از زبان‌های برنامه‌نویسی به کار می‌رود نه به خاطر یک تفاوت ذاتی در زبان‌های برنامه‌نویسی.
از جمله از زبان‌های تفسیری، می‌توان به زبان برنامه‌نویسی پایتون و جاوا اسکریپت اشاره کرد.
مفاهیم زبان‌های تفسیری و زبان‌های کامپایل شده به خوبی تعریف نشده‌اند، چرا که در تئوری هر زبان برنامه‌نویسی می‌تواند تفسیری یا کامپایل شده باشد. ارائه هر دو گزینه در پیاده سازیهای زبان‌های برنامه‌نویسی مدرن موجب محبوبیت فزاینده ای برای سکو می‌شود.
تفسیر زبان می‌تواند در تقابل با زبان ماشین باشد. در عمل مفهوم اجرا و تفسیر هر دو به یک معنا است — دریافت دستور بعدی از برنامه و اجرای آن.

## تاریخچه
زبان‌های تفسیری، از نخستین تلاش‌ها برای ساده‌سازی فرآیند برنامه‌نویسی به‌شمار می‌آیند و ریشه آن‌ها به دهه ۱۹۵۰ و ۱۹۶۰ میلادی بازمی‌گردد. در این دوره، کامپیوترها از سخت‌افزارهای محدودتری برخوردار بودند و برنامه‌نویسان نیازمند ابزارهایی بودند که به آن‌ها امکان توسعه سریع‌تر کدها را بدهد.

#### دهه ۱۹۵۰: ظهور اولین مفسرها
- در دهه ۱۹۵۰، زبان‌های اولیه مانند Assembly و زبان‌های سطح پایین نیازمند درک عمیقی از سخت‌افزار بودند.
- مفسرها برای زبان‌های ساده‌تر مانند Autocode و نسخه‌های اولیه BASIC طراحی شدند تا برنامه‌نویسان بتوانند به‌جای کار با کدهای ماشین، از دستورات ساده‌تر استفاده کنند.

#### دهه ۱۹۶۰: تکامل مفسرها
- زبان Lisp (1958) یکی از نخستین زبان‌های سطح بالا بود که از تفسیر برای اجرای کدها استفاده کرد. این زبان برای محاسبات نمادین و کاربردهای اولیه هوش مصنوعی طراحی شد.
- در همین دوره، زبان BASIC معرفی شد. این زبان تفسیری به‌عنوان ابزاری آموزشی طراحی شده بود که اجرای کدهای ساده را روی سخت‌افزارهای ابتدایی امکان‌پذیر می‌کرد.

#### دهه ۱۹۷۰: گسترش کاربرد زبان‌های تفسیری
- در این دهه، زبان‌های تفسیری برای ایجاد تعامل بیشتر با کاربران و کاهش زمان توسعه به کار گرفته شدند.
- زبان Smalltalk معرفی شد که به‌عنوان یکی از نخستین زبان‌های شیءگرا از ویژگی تفسیر برای پویایی بیشتر استفاده کرد.

#### دهه ۱۹۸۰: ورود زبان‌های تفسیری به دنیای عمومی
- این دوره شاهد ظهور زبان‌هایی مانند Perl (1987) بود. این زبان برای پردازش متون و اسکریپت‌نویسی طراحی شد و کاربردهای گسترده‌ای در مدیریت سیستم و توسعه وب پیدا کرد.
- ابزارهای اسکریپت‌نویسی ساده‌تر برای محیط‌های مختلف، استفاده از زبان‌های تفسیری را بیشتر رواج داد.

#### دهه ۱۹۹۰: محبوبیت گسترده با اینترنت
- با گسترش اینترنت، زبان‌های تفسیری مانند JavaScript و PHP به‌شدت محبوب شدند.
- JavaScript (1995) به‌عنوان یک زبان تفسیری در مرورگرها برای توسعه وب‌سایت‌های تعاملی مورد استفاده قرار گرفت.
- PHP (1995) به‌عنوان یک زبان اسکریپت‌نویسی برای ایجاد صفحات وب پویا طراحی شد.

#### دهه ۲۰۰۰ تاکنون: اوج‌گیری زبان‌های تفسیری مدرن
- زبان‌هایی مانند Python و Ruby به‌دلیل خوانایی بالا، انعطاف‌پذیری و جامعه کاربری قوی به یکی از محبوب‌ترین زبان‌های تفسیری تبدیل شدند.
- این زبان‌ها به‌دلیل پشتیبانی از کاربردهای گسترده مانند علم داده، هوش مصنوعی و توسعه وب به ابزارهای مهمی تبدیل شده‌اند.

## نحوه عملکرد مفسر
مفسر، کد منبع را به‌صورت خط‌به‌خط تحلیل کرده و مستقیماً اجرا می‌کند. فرآیند اجرا در یک مفسر به مراحل زیر تقسیم می‌شود:
1. تحلیل لغوی (Lexical Analysis):کد به اجزای کوچکتری به نام توکن تقسیم می‌شود.
2. تحلیل دستوری (Syntax Analysis): ساختار دستوری کد بررسی می‌شود تا از صحت آن اطمینان حاصل شود.
3. اجرا (Execution): دستورات تفسیر و بلافاصله اجرا می‌شوند.

این روش برخلاف زبان‌های کامپایلری، که ابتدا کد را به یک فایل اجرایی تبدیل می‌کنند، نیازی به تولید فایل اجرایی ندارد.

## مزایا
1. انعطاف‌پذیری بالا: امکان تغییر و اجرای کد به‌صورت بلادرنگ بدون نیاز به کامپایل مجدد.
2. توسعه سریع: مناسب برای محیط‌های توسعه‌ای و آزمایش‌های اولیه.
3. سادگی: برای برنامه‌نویسان مبتدی و محیط‌های آموزشی مناسب است.
4. پلتفرم مستقل: چون کدها توسط مفسر اجرا می‌شوند، معمولاً وابستگی خاصی به سیستم‌عامل ندارند.

## معایب
1. کاهش سرعت اجرا: چون کدها به‌صورت خط‌به‌خط اجرا می‌شوند، عملکرد نهایی ممکن است کندتر از زبان‌های کامپایلری باشد.
2. مصرف منابع بیشتر: اجرای هم‌زمان ترجمه و اجرا نیازمند منابع پردازشی بیشتری است.
3. وابستگی به مفسر: کد باید همیشه همراه با مفسر مناسب اجرا شود که ممکن است در برخی سیستم‌ها محدودیت ایجاد کند.

## مقایسه با زبان‌های کامپایلری
| ویژگی         | زبان های تفسیری             | زبان‌های کامپایلری               |
| ------------- | --------------------------- | ------------------------------- |
| سرعت اجرا     | کندتر                       | سریع تر                         |
| مرحله کامپایل | نیازی به کامپایل کامل ندارد | نیازمند کامپایل کامل            |
| انعطاف‌پذیری   | بیشتر                       | کمتر                            |
| وابستگی       | نیازمند مفسر                | مستقل از کامپایلر پس از کامپایل |

## نمونه زبان‌های تفسیری
- Python: زبانی ساده و قدرتمند که به دلیل خوانایی و کاربرد گسترده در علوم داده و هوش مصنوعی شناخته می‌شود.
- Ruby: زبانی شیءگرا و پویا که اغلب در توسعه وب استفاده می‌شود.
- JavaScript: زبانی که در مرورگرها و برای توسعه وب‌سایت‌های تعاملی استفاده می‌شود.
- PHP: زبانی برای توسعه برنامه‌های تحت وب که به‌صورت تفسیری اجرا می‌شود.
- Perl: زبانی چندمنظوره که در اسکریپت‌نویسی و پردازش متون کاربرد دارد.

## مشکلات رایج در زبان‌های تفسیری
1. کاهش عملکرد: اجرای خط‌به‌خط کد باعث افزایش زمان اجرا نسبت به زبان‌های کامپایلری می‌شود.
2. وابستگی به مفسر: بدون مفسر مناسب، کد اجرا نمی‌شود، که ممکن است در برخی موارد مشکل‌ساز باشد.